# 森林測候所
森林測候所（しんりんそっこうじょ）は、日本の主要20河川の水源域の森林にかつて設置されていた測候所。農商務省山林局の管轄で、治山治水対策として主要河川の集水域である中上流域の森林で気象観測を行うことを目的として設置されていた。森林測候所付近での気象観測に加え、担当流域内の雨量、水位も小学校、町役場、警察等に委託して情報を収集し、府県測候所へ洪水警報の発令に用いる観測資料を提供していた。

## 沿革
森林測候所の設置計画は1910年（明治43年）8月に東京だけで約150万人の被災者を出した水害を契機に防災対策として立案された。この背景には、当時の気象観測施設が沿岸地帯に偏って山林地区にはほとんどなかった事情がある。森林測候所は当初、20河川の各3か所、計60か所に1918年度までに設置する予定で、1911年（明治44年）度から設置が開始された。しかし実際には予算面からの見直しが行われ、1919年（大正8年）までに41か所が設置された。
観測は2等測候所に準じた方法で行われ、森林内と森林外において中央気象台の検定済み測器で6時、14時、22時の1日3回、各気象要素が測定されていた。。10時には日蒸発量と日降水量の読み取り、9時には風向と風速の記録紙の交換作業が行われていた。。森林測候所の所員は主任技手1名、助手雇1名、小使1名の3名で、助手と子使が庁舎内に常住して観測を行っていた。雨量や水位の観測は、設置地域の小学校教員や町村役場職員、警察官などを嘱託として実施した。
財政的事情から、1923年度（大正12年度）に32か所、1924年度（大正13年度）に16か所、1932年度（昭和7年度）に14か所へ設置数が削減された。1936年（昭和11年）5月31日に森林測候所の名称は廃止され、残存していた施設は「森林治水試験地」に改称して林業試験場の付属施設として使われた。